# Antonín Brabec
Antonín Brabec (2 de abril de 1946-2017) fue un deportista checoslovaco que compitió en piragüismo en la modalidad de eslalon. Ganó cuatro medallas en el Campeonato Mundial de Piragüismo en Eslalon entre los años 1971 y 1975.

## Palmarés internacional
| Campeonato Mundial | Campeonato Mundial  | Campeonato Mundial | Campeonato Mundial |
| Año                | Lugar               | Medalla            | Competición        |
| ------------------ | ------------------- | ------------------ | ------------------ |
| 1971               | Merano (Italia)     | Medalla de bronce  | C2 por equipos     |
| 1973               | Muotathal (Suiza)   | Medalla de plata   | C2 por equipos     |
| 1975               | Skopie (Yugoslavia) | Medalla de plata   | C2 por equipos     |
| 1975               | Skopie (Yugoslavia) | Medalla de bronce  | C2 individual      |